# Archidium acauloides
Archidium acauloides là một loài rêu trong họ Archidiaceae. Loài này được G. Schwab mô tả khoa học đầu tiên năm 1978.